# Wood River Mountains
Die Wood River Mountains sind ein Gebirgszug der Kuskokwim Mountains im Togiak National Wildlife Refuge im Südwesten von Alaska. 
Sie erstrecken sich von der Bristol Bay 160 km nordwärts bis zum Chikuminuk Lake. Im Westen der Berge liegt der Togiak River, im Osten der Wood-Tikchik State Park mit einer Reihe von größeren Seen.
Namensgebend ist der Wood River, der südöstlich der Berge bei Dillingham in den Nushagak River mündet.

## Berge
Im Folgenden eine Liste von Erhebungen der Wood River Mountains:
- Konarut Mountain 1349 m (⊙)
- Mount Waskey    1246 m (⊙)